# تيم تورنر
تيم تورنر (بالإنجليزية: Timothy Turner)‏ هو مجدف كندي، ولد في 5 يونيو 1959 في تورونتو في كندا.

## وصلات خارجية
- تيم تورنر على موقع الاتحاد الدولي للتجديف (الإنجليزية)
- تيم تورنر على موقع أوليمبيديا (الإنجليزية)